# 欧州ヘルスデータスペース
欧州ヘルスデータスペース（おうしゅうヘルスデータスペース、英: European Health Data Space; EHDS）は、欧州連合におけるヘルスデータのデータ共有フレームワークである。EHDSは、2022年5月3日に欧州委員会により規則案として提出された。欧州連合の市民が自らのヘルスデータをより適切に管理できるようにすることを目的としている。また、研究者や政策立案者など、さまざまな関係者がヘルスデータにアクセスできるようにすることも目的としている。